# 大東京緑地協会
財団法人大東京緑地協会（だいとうきょうりょくちきょうかい）は、東京府・神奈川県・埼玉県・千葉県、および東京市（帝都）・横浜市（港都）・川崎市（工都）の三都を一丸とする緑地計画の立案、整備を目的として1941年に設立された都市計画東京地方委員会（内務省）の外郭団体である。

## 沿革
内務省の強力な指導の下、1941年（昭和16年）5月14日、都市計画東京地方委員会の外郭団体として設立された。
1941年7月の発足時の会長は元東京市長の阪谷芳郎、副会長は元古河電気工業社長の中島久万吉、内務次官萱場軍蔵、常務理事は元東京市電気局長平山泰であった。
太平洋戦争開戦後は1943年まで活動を確認できるが、それ以後は資料が無いため不明である。戦後は内務省自体が廃止・解体されたため、それまでに消滅したようである。

## 事業
戦時期は、1939年（昭和14年）1月の「地方計画法試案（未発表）」や1940年（昭和15年）9月の「国土計画設定要綱」により「大東京」のグランドデザインが具体的に形勢され始めた時期であった。
特に緑地分野のグランドデザインとしては、1939年（昭和14年）4月に暫定成案が決定した「東京緑地計画」がよく知られているが、越澤明や真田純子の研究では、公営大緑地の造成が環状緑地帯の実現に重要な役割を果たしたことのみが強調され、民間緑地の造成についてはまったく触れられていない。
公営大緑地は環状緑地帯の中ではわずかな面積を占めるにすぎず、東京市の周辺に点々と設置するだけでは、市街地の連続的膨張を抑制することは不可能であった。このため、公営大緑地の間を繋ぐ民間緑地の存在は不可欠なものであった。
財団法人大東京緑地協会は、1941年から1944年までの間に、日本放送協会、大日本麦酒、三菱養和会、同盟育成会、朝日新聞、台湾銀行、千代田生命保険、第一生命、大倉土木、東京工学の運動場、試験場などの民間緑地を環状緑地帯に誘導し、集中する役割を担った。
現在杉並区の神田川付近には、西から東に向かって日本放送協会富士見ヶ丘運動場、財務省国立印刷局久我山運動場（旧台湾銀行運動場）、旧千代田生命浜田山グラウンドなど大規模な民間緑地が保存されているが、これらは戦時期に財団法人大東京緑地協会が環状緑地帯に誘導し、集中させた事績の一つである。